# Glypta animosa
Glypta animosa là một loài tò vò trong họ Ichneumonidae.